# Xã Spring Creek, Quận Pottawatomie, Kansas
Xã Spring Creek (tiếng Anh: Spring Creek Township) là một xã thuộc quận Pottawatomie, tiểu bang Kansas, Hoa Kỳ. Năm 2010, dân số của xã này là 38 người.